# Gargas (jaskinia)
Gargas – jaskinia w południowej Francji, leżąca u podnóża środkowych Pirenejów, w departamencie Pireneje Wysokie. Stanowisko archeologiczne. Odkryto malowidła naskalne z okresu kultury oryniackiej, magdaleńskiej i graweckiej (późny paleolit). Prócz tego odnaleziono kości zwierząt, m.in. niedźwiedzi jaskiniowych i hien. Od 1910 roku posiada status monument historique, w kategorii classé (zabytek o znaczeniu krajowym).

## Historia
Jaskinia Gargas była zamieszkana już w późnym paleolicie. Wiek fragmentu kości znalezionego w szczelinie skały oszacowano na 26 860 lat dzięki datowaniu radiowęglowemu; w podobnym czasie powstały malowidła. W 1870 Félix Garrigou odnalazł w części jaskini na prawo od obecnego wejścia kości niedźwiedzi jaskiniowych, hien i wilków oraz palenisko. Po raz pierwszy zwróciło to uwagę na walory archeologiczne Gargas. O późniejszym przebywaniu ludzi w jaskini świadczą napisy na ścianach z okresu romanizacji Galii oraz średniowiecza. Turyści przybywali do Gargas pod koniec XIX wieku. W roku 1905 Félix Régnault odkrył w jaskini malowidła przedstawiające ludzkie dłonie oraz obrazy stworzone przez przesuwanie palców po miękkiej powierzchni („finger flutings”), a w 1969 ukazała się praca A. Sahly mają na celu interpretację braku palców u dłoni z rysunków naskalnych.
Jaskinię Gargas podzielono na dwie strefy: niższą i wyższą. Strefa niższa ma łukowaty, lecz stosunkowo prosty kształt i ciągnie się na długość około 140 m; liczy 25 m szerokości. Zawiera w sobie formacje skalne tworzące nisze oraz formacje stalagmitów. Umożliwia to podział na trzy obszary: Chamber I, II i III. W obrębie Chamber I mieści się m.in. „Great Wall of Hands”, zaś w Chamber II „Alcove of Hands” (nazwa używana zamiast „Sanctuary of Hands”, celem uniknięcia nacechowania religijnego).

## Malowidła
Malowidła naskalne w jaskini Gargas przedstawiają ludzkie dłonie (w tym ślady palców, zwane „macaroni”) - obwiedzione czarną lub czerwoną farbą, oraz wizerunki zwierząt. Przedstawiono m.in. konie, jelenie, tury, gatunki z rodzaju Bison. Hendri Breuil stwierdził, że rysunki gatunków rodzaju Bison sprowadzono do podstawowych linii. Prócz tego rysunki obejmują mamuty i ptaka. W sztuce prehistorycznej ptaki nieczęsto uwieczniano; ptak z Gargas ma długi dziób i szyję, owalny, zaokrąglony tułów i długie nogi - ogona nie uwzględniono. Z możliwych gatunków, przypomina nieco ibisy.
Na niższym poziomie jaskini, w „Chamber/Zone of Crevices” znajdują się rysunki wykonane w miękkiej glinie z pomocą palców. Henri Breuil pisze o nich następująco:

Bardzo dużą powierzchnię sufitu Chamber of Crevices, po przeciwnej stronie, niż Dungeon Passage, pokrywa glina; na ponad 100 m² tę [glinianą] powierzchnię zajmuje specyficzny rodzaj dekoracji, składający się głównie z posplatanych, krzyżujących się linii z niemożliwą do przewidzenia i nieregularną formą, naniesionych ludzkimi palcami, trzymanymi obok siebie lub rozłożonymi. Te dziwne obrazy często ciągną się na przestrzeniach tak szerokich, że człowiek mógł wykonać je jedynie kilkukrotnie zmieniając położenie

### Przedstawienie dłoni

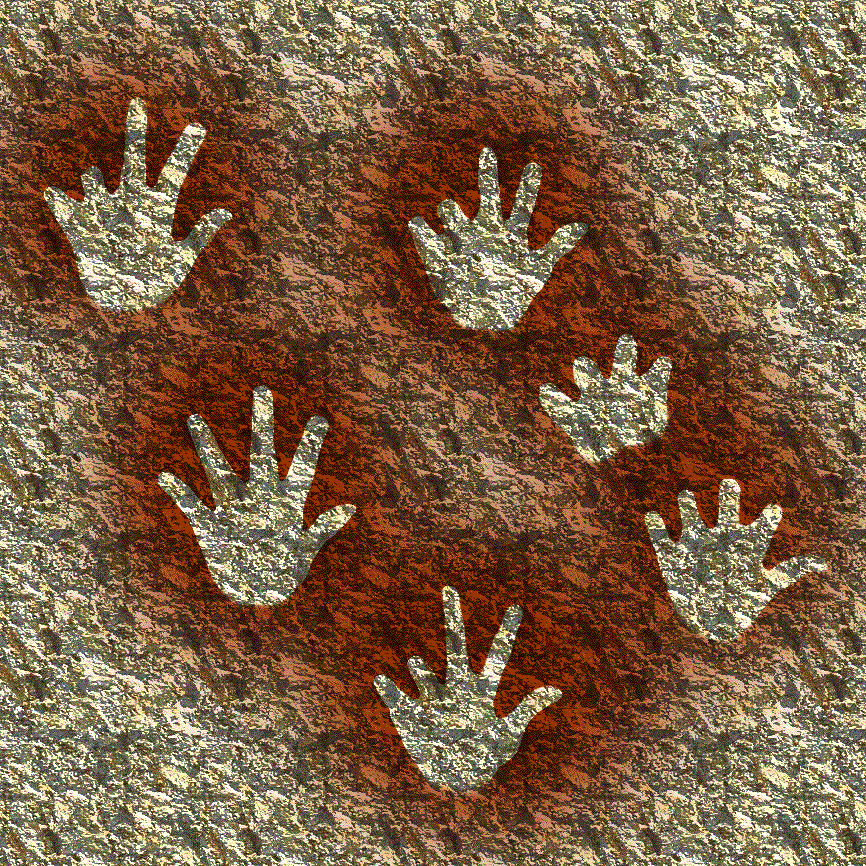
Rysunek przedstawiający wizerunki dłoni

Kształty ludzkich dłoni na skale uzyskano poprzez dociśnięcie ręki do powierzchni i rozprowadzenie barwnika dookoła, pozostawiając niezamalowany obszar. Interesującą cechą owych malowideł jest brak palców u dłoni, najczęściej kciuków, lub (również często) brak odcinka palca z dwoma ostatnimi stawami. Spośród 231 przedstawień dłoni, na 114 ukazane są one okaleczone; pozostałe 107 nie zachowało się dobrze, więc zbadanie ewentualnego braku palców nie jest możliwe. Często ta sama dłoń widnieje na różnych malowidłach. Przyczyna braku palców lub ich fragmentów nie jest znana, do możliwych należy forma kodu, gdzie palce były zagięte, rytuały związane z okaleczaniem dłoni lub odmrożenia. Mało prawdopodobne jest, by tak mocne odmrożenia wystąpiły u wielu osób. Gdyby były częstym zjawiskiem, wtedy takie przedstawienia dłoni widniałyby na ścianach większej ilości jaskiń, podczas gdy z około 12 znanych jaskiń, zamieszkanych w paleolicie, jedynie dwie (nie licząc Gargas) takowe zawierają. Są to Tibiran (w tej samej górze, co Gargas) i Maltravieso (Hiszpania). Do innych teorii na temat braku palców jest dziedziczenie jakiejś choroby, co mogłoby świadczyć o tym, że zamieszkujący jaskinię ludzie byli blisko spokrewnieni. Powstało również kilka innych wytłumaczeń, jednak zostały odrzucone; należy do nich m.in. ainhum, jednak ta słabo poznana choroba (dziedziczna) prowadzi do utraty piątego palca, nie zaś pozostałych lub ich części.
Argumentem przemawiającym za nieprzypadkowością braku palców jest to, że na wszystkich dobrze zachowanych rysunkach brakuje kciuka. Pozamedyczne wyjaśnienia są więc nadal możliwe. W skamieniałym błocie jaskini odnaleziono odciski kończyn, które zamiast całych palców miały jedynie kikuty - nieco podważa to teorię o odginaniu palców w trakcie malowania. Jeden z odcisków przedstawia dłoń niemowlęcia, sądząc po rozmytym barwniku wokół, trzymaną przez rodzica.

## Pozostałe odkrycia
W jaskini znaleziono żuchwę dziecka. W jej bliskim otoczeniu znajdowały się szczątki zwierząt, w tym spalone lub noszące ślady obróbki (jako pożywienie), kawałki skały pozostałe po wyrobie narzędzi oraz narzędzia z krzemienia i kwarcytu. 30 cm od żuchwy leżał fragment obojczyka; poza tym w jej okolicy szczątków ludzkich nie znaleziono. Ze względu na ich brak, miejsca nie można uznać za służące chowaniu zmarłych. Jedynym wcześniejszym doniesieniem o ludzkich szczątkach jest informacja z 1925 roku, mówiąca o fragmencie kości udowej, jednak nie wspomniano ani miejsca znalezienia, ani dalszego postępowania z tym okazem. 
Odnaleziono fragment kości długiej przedstawiciela rodzaju Bos lub Bison. Z pomocą datowania radiowęglowego wiek kości ustalono na 31 540 ± 720 lat. Inny okaz, fragment poroża renifera, oszacowano na 25 050 ± 170 lat. Bogata w szczątki niedźwiedzi jaskiniowych jest najniższa jak na razie odkryta warstwa, składająca się z gliny wymieszanej z blokami skalnymi. Odnaleziono w niej 7 pozostałości tego gatunku w postaci kości lub zębów, które zostały zmodyfikowane przez człowieka. Pokrywają je różne rysy i wgłębienia. W 2005 roku przed jaskinią znaleziono czaszki Ursus spelaeus. Zawierały zniszczenia świadczące o możliwym oddzieleniu części z zębami, w szczególności kłami.
F. Régnault w 1873 roku zbadał część jaskini nazwaną przez niego Bear Hall. Strumień wody transportował kości przez jaskinię, z czego część zatrzymywała się po bokach strumienia. Régnault odnotował, że kości należały do niedźwiedzi jaskiniowych, koni, nosorożców, wołów, jeleni i nieokreślonych, dużych kotowatych. W innej części jaskini odnalazł pionowe przejście, które nazwał Gargas Oubilettes (nazwy nie pokrywają się z obecnie używanymi). Miało mieć średnicę otworu wejściowego równą 38–61 cm, a głębokość około 20 m. W odkrytym obszarze część kości spoczywała w pokładach gliny, co ułatwiało Régnaultowi ich pozyskanie. Po odkryciu kanału i zbadaniu jego odgałęzień do zbiorów dołączyły kości hieny jaskiniowej (C. crocuta spelaea).